# Museo de Arceniega
El Museo de Arceniega o Museo Etnográfico de Arceniega (en vasco Artziniega Museoa), es un museo español de creación y gestión popular situado en la localidad de Arceniega, provincia de Álava.

## Historia
Inició su gestación en 1977 cuando un grupo de jóvenes organizó una exposición de objetos antiguos con motivo de las fiestas de Arceniega. El éxito obtenido sirvió de estímulo para realizar en los años siguientes una recogida sistemática de piezas relacionadas con los oficios conocidos en el entorno de Arceniega y su comarca, con la idea de preparar una exposición permanente. En 1981 el grupo realizó una llamada a la colaboración popular para crear el Museo Etnográfico. En setiembre de 1984 abrió sus puertas en un local que anteriormente había estado destinado a las caballerizas del Santuario de Nuestra Señora de la Encina.
Creado y gestionado por la Asociación Etnográfica Artea desde 1984. En el año 2004, coincidiendo con el vigésimo aniversario de la apertura del Museo, la exposición se trasladó, por motivos de espacio, al antiguo colegio de las Carmelitas, un amplio edificio histórico rehabilitado para albergar el Museo.

## El edificio
Cuenta con 1700m² de exposición distribuida en 17 amplias salas más otros 2.000m² en su exterior; donde una construcción moderna acoge exposiciones temporales y un anfiteatro al aire libre donde se realizan diversas representaciones culturales.

## Colección
El museo muestra el modo de vida antiguo del País Vasco hasta la llegada de la industrialización. La exposición central está dividida en dos plantas, en la baja se muestran la vida rural y los oficios mientras que en la primera planta se muestra la vida urbana.

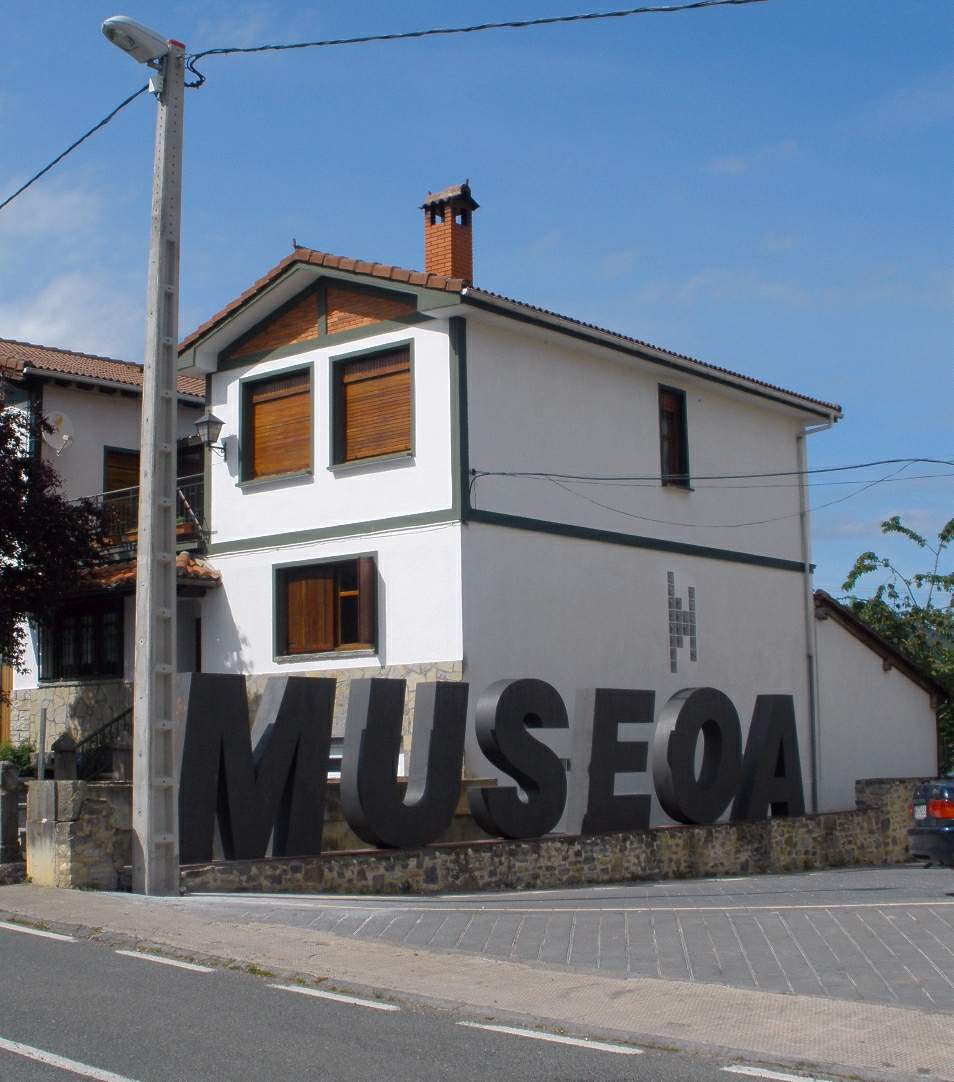
Indicativo del Museo

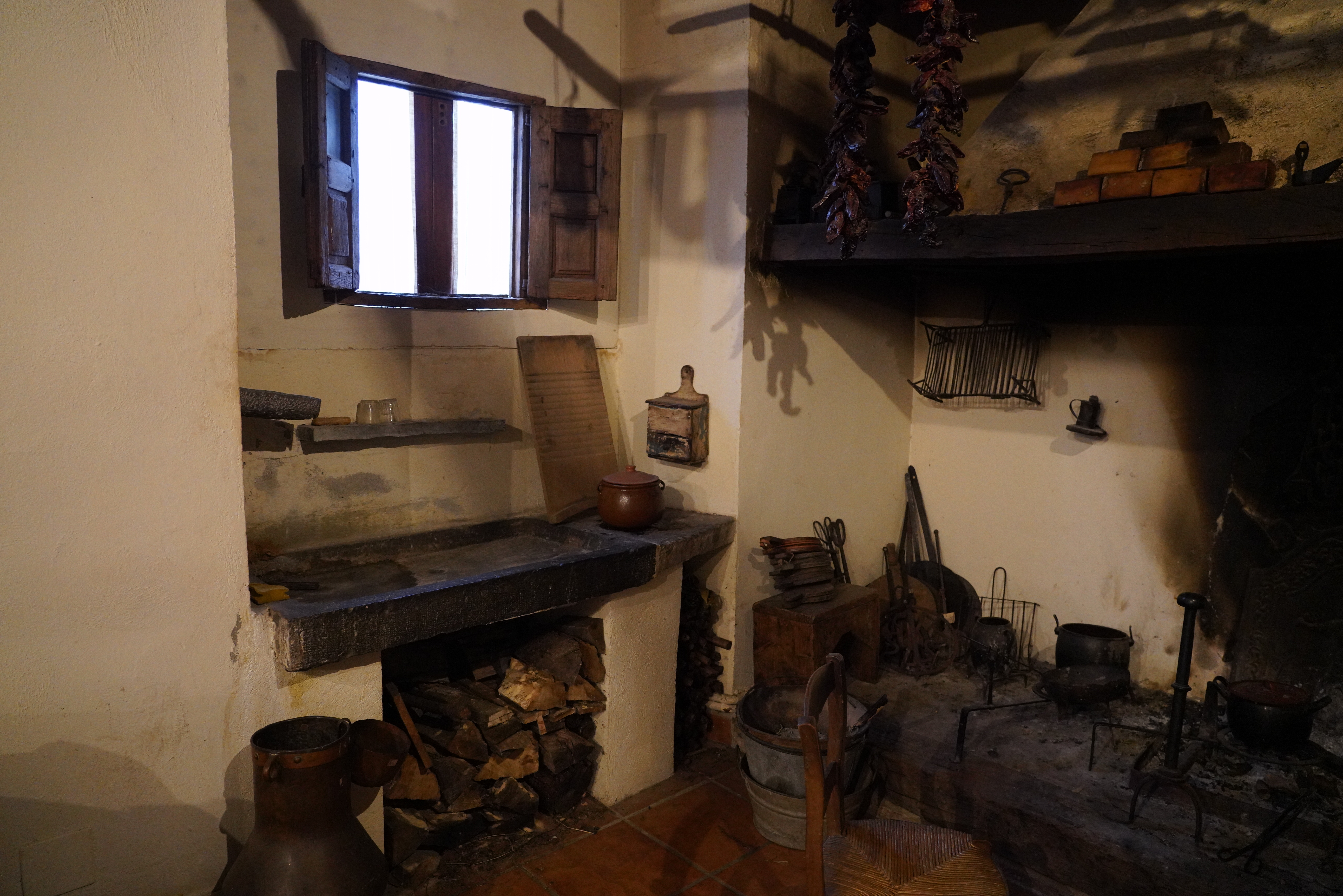
Rincón de la cocina del caserío